# Nitro 80
Le Nitro 80 est une classe de voilier monotype méridional de 8 mètres. Il s’agit d’un quillard moderne construit à l’unité sur les plans de Jacques Fauroux par le Chantier Caparros. 
Très présent sur le bassin Est méditerranéen, on le rencontre également à La Rochelle ou sur le lac Léman. 

## Description et historique
Les premières unités ont vu le jour au début des années 2000. La flotte comprend aujourd’hui 20 bateaux mais a vécu un coup d’arrêt dans son expansion lors de l’incendie de son chantier. Depuis, celui-ci a repris son activité à Fréjus dans de nouveaux locaux et a reconstruit les  moules du Nitro 80 produisant depuis le début de l’été 2011. Déjà deux unités supplémentaires sont sorties  et deux autres sont en cours de construction pour une mise à l’eau prévue en janvier 2012.     

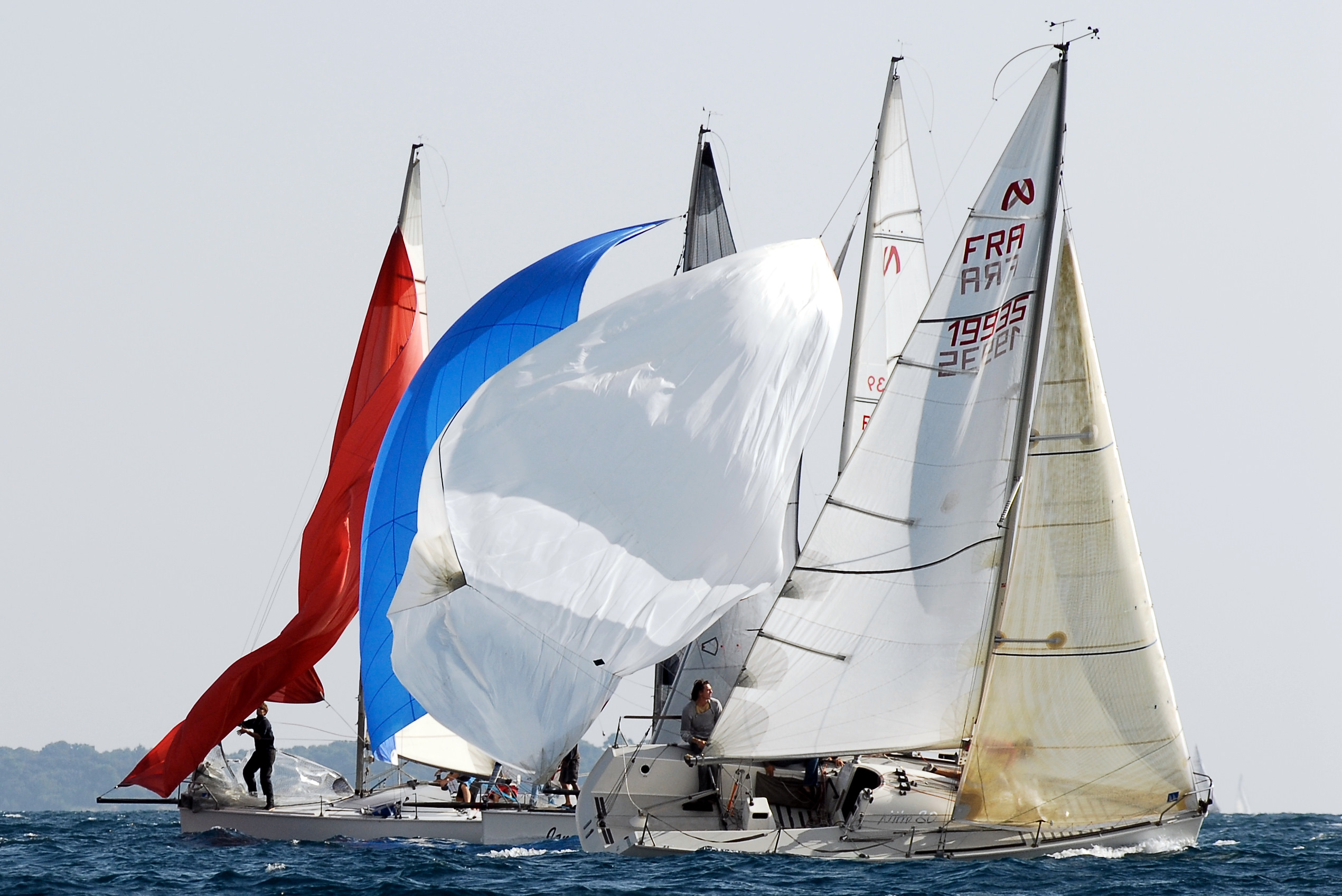
Nitro 80 lors d'une régate.

La coque en sandwich polyester avec contre-moule est construite sous infusion, une technique sous vide garantissant rigidité et  économie de poids. Le gréement simple, sans bastaque, à un étage de barre de flèche, est posé sur la quille.
D’un déplacement de 1,1 t pour une largeur de 2,48 m et équipé d’un anneau central de levage et d’une quille relevable, le Nitro 80 se sort de l’eau pour le « coup d’éponge avant régate » et se transporte sur remorque vers tous les plans d’eau.
En navigation, grâce à ses lignes tendues et sa raideur à la toile, il révèle son potentiel vitesse dès le près, accélère encore au bon plein pour surfer rapidement au portant.
Le plaisancier qui privilégie les sorties ludiques trouve également un plan voilure équilibrée qui rend le Nitro 80 à l’aise dans les conditions de détente.
La classe est active. Les propriétaires sont regroupés autour de l'association « Aspronitro » et se retrouvent tout au long de la saison sur un Challenge Nitro 80  qui remet en jeu chaque année une coupe gardée au Yacht Club de Cannes.
Un autre événement majeur, au mois de mai, le National Nitro 80.
Il s’inscrit en classe « L » dans les régates HN (Handicap National) et est un redoutable concurrent pour tous les autres types de bateaux de la classe.